# Мар'їно (Юринський район)
Ма́р'їно (рос. Марьино, марій. Марьино) — село у складі Юринського району Марій Ел, Росія. Адміністративний центр Мар'їнського сільського поселення.

## Населення
Населення — 485 осіб (2010; 541 у 2002).
Національний склад (станом на 2002 рік):
- росіяни — 96 %